# Mr. Jack Wins a Double-Cross
Mr. Jack Wins a Double-Cross è un cortometraggio muto del 1916. Il nome del regista non viene riportato nei credit del film.

## Produzione
Il film fu prodotto dalla Vitagraph Company of America.

## Distribuzione
Distribuito dalla General Film Company, il film - un cortometraggio in una bobina - uscì nelle sale cinematografiche statunitensi il 28 febbraio 1916.